# 1971 في المكسيك
فيما يلي قوائم الأحداث التي وقعت خلال عام 1971 في المكسيك.

## برامج ومسلسلات وأنمي
- إل شافو ديل أوتشو
- تشيسبيريتو

## مواليد

### يناير
- 1 يناير – أنابل هرنانديز صحفية مكسيكية.
- 1 يناير – أوسكار غيريرو سيلفا مهرب مخدرات مكسيكي.
- 1 يناير – عيسى لوبيز مخرجة أفلام مكسيكية.
- 1 يناير – نوي هرنانديز ممثل مكسيكي.
- 13 يناير – خوسيه أغوستين موراليس لاعب كرة قدم مكسيكي.[1]
- 14 يناير – كلوديا رومو إيدلمان
- 22 يناير – كاتي بربري ممثلة مكسيكية.

### فبراير
- 1 فبراير – خواكين هرنانديز لاعب كرة قدم مكسيكي.[2]
- 10 فبراير – لورينا روخاس[3]
- 18 فبراير – غويلرمو هرنانديز ميدينا لاعب كرة قدم مكسيكي.[4]
- 21 فبراير – فيكتور مونتيل لاعب كرة قدم مكسيكي.

### مارس
- 18 مارس – أغوستين باريوس غوميز سياسي مكسيكي.
- 30 مارس – مانويل ميدينا ملاكم مكسيكي.

### أبريل
- 4 أبريل – أدريانا فرنانديز منافِسة أوليمبية مكسيكية.[5]
- 19 أبريل – فلافيو ميدينا
- 24 أبريل – أليخاندرو مونتيل ملاكم مكسيكي.
- 24 أبريل – اليخاندرو فرنانديز مغني مكسيكي.

### مايو
- 3 مايو – جبريل سوريانو مخرج أفلام مكسيكي.

### يونيو
- 5 يونيو – غابرييل دي آندا لاعب كرة قدم مكسيكي.[6]
- 17 يونيو – باولينا روبيو مغنية بوب مكسيكية شهيرة.
- 28 يونيو – أرتور سانتانا ألفارو سياسي مكسيكي.

### يوليو
- 8 يوليو – كارلوس ألبرتو غارسيا غونزاليس سياسي مكسيكي.
- 21 يوليو – ميغيل رودارتي
- 22 يوليو – ليوبولدو سانشيز كروز سياسي مكسيكي.
- 31 يوليو – إغناثيو فاسكيز لاعب كرة قدم مكسيكي.[7]

### أغسطس
- 2 أغسطس – ماريو ألبرتو تريجو ليون لاعب كرة قدم مكسيكي.
- 3 أغسطس – دانيال أفيلا رويز سياسي مكسيكي.
- 6 أغسطس – يوري بوي كامباس ملاكم مكسيكي.
- 11 أغسطس – أليخاندرا باروس ممثلة مكسيكية.
- 11 أغسطس – ميغيل غارسيا زونيغا لاعب كرة قدم مكسيكي.
- 14 أغسطس – لويس فرناندو فوينتيس لاعب كرة قدم مكسيكي.
- 17 أغسطس – روبرتو راميريز لاعب كرة قاعدة مكسيكي.[8]
- 18 أغسطس – جيكوب فارجاس ممثل أمريكي.
- 21 أغسطس – راوول ماركيز ملاكم من الولايات المتحدة الأمريكية.
- 26 أغسطس – تاليا[9]
- 27 أغسطس – لويس هيريرا لاعب كرة مضرب مكسيكي.

### سبتمبر
- 4 سبتمبر – رودريغو إيفان كورتيس خيمينيز سياسي مكسيكي.
- 17 سبتمبر – سيزار سوتو ملاكم مكسيكي.
- 20 سبتمبر – ميغيل ألونسو رييس سياسي مكسيكي.
- 29 سبتمبر – ميغيل دي خيسوس فوينتيس[10]

### أكتوبر
- 8 أكتوبر – جايمي غونزاليس دوران مهرب مخدرات مكسيكي.
- 10 أكتوبر – كارلوس ريجاداس[11]
- 11 أكتوبر – فرناندو روميرو[12]
- 28 أكتوبر – دانيال غارسيا منافِس أوليمبي مكسيكي.[13]
- 28 أكتوبر – فيكتور إسترادا لاعب تايكوندو مكسيكي.

### نوفمبر
- 1 نوفمبر – أنطونيو سانشيز موسيقي أمريكي.[14]
- 1 نوفمبر – خيسوس رودريغيز ألميدا محامي مكسيكي.
- 17 نوفمبر – فيكتور هوغو فيلاسكو أوروزكو سياسي مكسيكي.
- 22 نوفمبر – سيسيليا سواريز ممثلة مكسيكية.
- 26 نوفمبر – هومبيرتو ألونسو موريلي سياسي مكسيكي.
- 30 نوفمبر – بيدرو بينيدا لاعب كرة قدم مكسيكي.[15]

### ديسمبر
- 11 ديسمبر – أليخاندرا لاغونيس سياسية مكسيكية.
- 28 ديسمبر – يولاندا أندرادي ممثلة مكسيكية.

## وفيات

### يناير
- 1 يناير – خافيير باروس سييرا (مواليد 1915) مهندس مكسيكي.[16]

### مارس
- 27 مارس – مانويل رودريغيز لوزانو (مواليد 1891) فنان مكسيكي.

### يوليو
- 11 يوليو – بيدرو رودريغيز (مواليد 1940)[17]

### نوفمبر
- 5 نوفمبر – خاثينتو بلاس تريبينيو (مواليد 1883) عسكري برتبة جنرال من المكسيك.[18]